# Erreur (linguistique)
En linguistique, le terme erreur désigne en général un écart par rapport à une règle dans l’usage d’une langue,. L’erreur est considérée de plusieurs points de vue :
- la variété de langue par rapport à laquelle un fait de langue est vue comme une erreur ;
- la cause des erreurs ;
- les types d’erreurs ;
- l’attitude envers les erreurs.

Les erreurs sont en général involontaires mais sont parfois utilisées consciemment avec une fonction stylistique par certains écrivains.

## Conceptions sur l’erreur
L’une des questions qui se posent au sujet de l’erreur est où se trouve la règle par rapport à laquelle un fait de langue d’un locuteur est une erreur. Cela dépend de l’orientation linguistique. La linguistique normative ou l’enseignement de la langue, surtout en tant que langue étrangère, prend pour point de départ la variété standard de la langue et considère comme une erreur le non-respect d’une règle établie dans celle-ci. Par exemple, le groupe de mots eux autres au lieu de eux est une erreur en français standard de France et n’est pas enseigné aux apprenants de français. Par contre, la linguistique purement descriptive, non normative, non prescriptive et non corrective ne voit pas dans cet usage un écart par rapport aux règles du français en général, mais seulement par rapport au standard. Dans sa conception, les variétés d’une langue, y compris régionales, ont leurs propres normes. Par conséquent, dans cette conception, eux autres n’est par une erreur dans la langue courante au Québec. Pour cette orientation linguistique, aucun fait de langue de l’usage de sa langue maternelle par un locuteur natif adulte et normal, dans des conditions normales, ne peut être considéré comme une erreur. Dans sa conception ne sont des erreurs que les écarts par rapport aux règles de la langue en général, par exemple Le mur est trois mètres haut au lieu de Le mur a trois mètres de haut.

## Aspects de la langue dans lesquels on fait des erreurs
Il y a des erreurs dans tous les aspects de l’utilisation de la langue.
Certaines erreurs concernent la compétence linguistique. Ce sont les erreurs de prononciation, les écarts par rapports aux règles grammaticales (morphologiques et syntaxiques), ainsi que les erreurs sémantiques, par exemple l’emploi des mots avec des sens qu’ils n’ont pas.
D’autres erreurs tiennent de la compétence communicative, c’est-à-dire des normes d’adéquation situationnelle des énoncés, par exemple si un locuteur s’adresse avec d’autres formes grammaticales que celles de politesse à un destinataire avec lequel il devrait utiliser ces dernières conformément aux normes civilisationnelles de la communauté linguistique en cause. Un exemple d’un tel écart en français est de tutoyer une personne que l’on devrait vouvoyer.
Il y a des erreurs dans l’aspect écrit de la langue aussi. À côté des erreurs de compétence linguistique et communicative il y a, dans une vision normative, celles d’orthographe.

## Causes des erreurs et types d’erreurs
Les erreurs du point de vue de la linguistique purement descriptive peuvent avoir plusieurs causes.
Il y des erreurs faites par certains locuteurs natifs affectés par des dysfonctionnements du cerveau. Telles sont diverses formes d’aphasie, causées par des lésions, qui provoquent, par exemple, l’agrammatisme. Celui-ci se caractérise par la suppression quasi constante des morphèmes grammaticaux (en français, prépositions, articles, pronoms sujets, désinences verbales) et la réduction des phrases à la seule séquence des morphèmes lexicaux, ex. Hôpital vite trois heures piqûre, c’est-à-dire On m’a conduit très vite à l’hôpital à trois heures, on m’a fait une piqûre.
Tout locuteur natif aux fonctions cérébrales normales peut faire des erreurs accidentelles, dont il sait que ce sont des erreurs, et qu’il corrige d’habitude tout de suite. Exemples en anglais :
- inversion de sons initiaux de deux mots qui diffèrent seulement par ces sons : heft lemisphere au lieu de left hemisphere « hémisphère gauche »[8] ;
- transfert de terminaison d’un mot au mot suivant : It's not tell ussing anything new au lieu de It's not telling us anything new « Ça ne nous dit rien de nouveau »[8] ;
- remplacement d’un mot par un autre à cause d’une relation sémantique entre eux, par exemple l’antonymie, comme unsure « incertain » au lieu de sure « certain »[8] ;
- inversion de deux mots de façon qu’il deviennent erronés par la forme grammaticale, par ailleurs correcte, qu’ils reçoivent dans la phrase devenue sémantiquement incorrecte : Take the freezes out of the steaker au lieu de Take the steaks out of the freezer « Sors les escalopes du congélateur »[8] ;
- télescopage de deux mots, dont il résulte un mot-valise occasionnel : Mozart’s symphonatas « les symphonates » de Mozart » ← symphonies + sonatas[8] ;
- contrepèterie accidentelle, c’est-à-dire inversion de segments de deux mots de façon qu’il en résulte des mots existants, le syntagme ou la phrase isolés restent correctes, mais dans leur contexte, ces entités n’ont plus de sens: the flea of my cat « la puce de mon chat » au lieu de the key of my flat « la clé de mon appartement »[9].

Les enfants qui apprennent leur langue maternelle font eux aussi des erreurs. Certaines sont des erreurs d’analyse de ce que disent les adultes. Exemple de dialogue en anglais :
Adulte : He's got his hat on « Il a son chapeau sur la tête » (littéralement « Il a son chapeau sur »)
Enfant : Where's his hat on? litt. « Où est son chapeau sur ? »
Les locuteurs parlant une langue qui leur est étrangère font eux aussi des erreurs par rapport aux règles de cette langue, surtout au cours de son apprentissage, à cause de la méconnaissance des règles ou de leur assimilation insuffisante.
L’une des causes de ces erreurs est l’interférence, appelée aussi transfert négatif, qui consiste en l’application de règles de la langue maternelle différentes de celles de la langue étrangère, dans l’utilisation de cette dernière. De telles erreurs sont présentes dans tous les aspects de la langue. Exemples :
- interférence phonétique, c’est-à-dire prononciation de sons comme dans la langue maternelle, ex. [r] de l’espagnol ou du russe prononcé [ʁ] par un locuteur natif de français[10] ;
- interférence morphologique, par exemple attribution du genre qu’il a en langue maternelle à un mot équivalent de la langue étrangère : le mort (cf. (de) der Tod), dit par un locuteur d’allemand au lieu de la mort[10] ;
- interférence syntaxique, ex. I am going at school dit par un francophone au lieu de (en) I am going to school « Je vais à l’école », parce que les deux prépositions anglaises ont une seule correspondante en français[10] ;
- interférence lexico-sémantique, causée par ce qu’on appelle « des faux-amis », c’est-à-dire des mots de formes identiques ou presque dans deux langues, ayant éventuellement la même origine, mais des sens différents, par exemple :

(it) macchina « machine, voiture » vs (fr) machine ;
(en) figure « nombre » vs (fr) figure ;
(en) cold « froid » vs (it) caldo « chaud » ;
(es) presidio « prison » vs (de) Präsidium « présidence ».
Une autre cause d’erreur est l’analogie, par laquelle l’apprenant applique une règle à une exception ou inversement, il pense qu’un fait de langue est une exception, alors qu’il est régulier. C’est le cas en français, par exemple de la forme de pluriel les chevals par analogie avec les moutons, ou de les chacaux par analogie avec les chevaux.
Si une erreur par analogie comme celle de l’exemple ci-dessus est faite par un locuteur natif adulte normal, alors elle l’est par rapport à une règle ou une exception du standard, et elle est causée par la méconnaissance de celui-ci, ou accidentelle. Un locuteur qui a une certainte variété de langue maternelle et qui ne connaît pas suffisamment la variété standard mais veut s’y conformer, fait parfois des erreurs appelées hypercorrections, ex. vous contredites pour vous contredisez.

## L’attitude à l’égard de l’erreur
La linguistique purement descriptive accepte les écarts en langue maternelle par rapport aux règles de la variété standard comme tout fait de langue et précise éventuellement dans quelle variété est présent tel ou tel fait de langue. Au contraire, la linguistique normative prescrit les règles standard et condamne les écarts par rapport à celles-ci.
L’enseignement des langues étrangères se fait en général sur la base du standard mais dans ce domaine il ne s’agit pas de condamner les erreurs. Il existe ce qu’on appelle « analyse des erreurs », une technique d’identification, de classement et d’interprétation systématique de celles des apprenants. L’analyse des erreurs est censée refléter de manière systématique le niveau de compétence atteint par ceux-ci, ce qui peut être le point de départ de la conception de procédées et de matériaux pédagogiques. Cette technique est associée à la vision sur les erreurs comme faisant partie de ce qu’on appelle « systèmes intermédiaires approximatifs » présents dans la période d’apprentissage, dans laquelle les apprenants utilisent une « interlangue »,.

## L’erreur dans l’histoire de la langue
Étant donné que la langue évolue de façon continue par des changements, chacun de ceux-ci peut être vu comme une erreur lorsqu’il apparaît. Au cours de l’histoire de la langue, de nombreuses erreurs se sont généralisées, se sont enracinées et, si la langue possède une variété standard, certaines y ont été intégrées.
Un exemple est l’erreur d’analyse de certains syntagmes, qui est à la base d’un phénomène d’étymologie populaire. Elle consiste en la réinterprétation de la limite entre les mots composant le syntagme. Par exemple, le syntagme l’agriotte de l’ancien français est devenu la griotte en français actuel. Un exemple analogue est a naddre en ancien anglais > an adder « un serpent » en anglais actuel.
Certains cas d’hypercorrection se sont également généralisés au cours de la l’histoire de la langue et sont devenus standard. En roumain, par exemple, on a emprunté au hongrois le mot szám « nombre » dans la forme samă qui, par la suite, a été interprétée comme une forme des parlers moldaves et est devenue seamă en roumain standard.
La métathèse, c’est-à-dire l’inversion de sons ou groupes de sons dans un mot, est une erreur accidentelle fréquente, c’est pourquoi il s’est créé de nombreuses formes métathétiques aussi bien de mots hérités que d’emprunts lexicaux, et certaines se trouvent dans la variété standard, par exemple :
(la) formaticum > (fr) fromage ;
(la) periculum > (es) peligro « danger » ;
(la) integrum > (ro) întreg « entier » ;
(hu) féntereg > ténfereg « il/elle musarde » ;
(ancien anglais) brid > (anglais moderne) bird « oiseau » ;
(proto-slave) *berza > (vieux-slave) brěza > (BCMS) breza « bouleau ».

## Sources bibliographiques
- (en) Andersson, Lars et Trudgill, Peter, Bad language [« Mauvaise langue »], Oxford (Angleterre) / Cambridge (Massachusetts, USA), Blackwell, 1990
- (ro) Avram, Mioara, Gramatica pentru toți [« Grammaire pour tous »], Bucarest, Humanitas, 1997 (ISBN 973-28-0769-5)
- (ro) Bidu-Vrănceanu, Angela et al., Dicționar general de științe. Științe ale limbii [« Dictionnaire général des sciences. Sciences de la langue »], Bucarest, Editura științifică, 1997 (ISBN 973-440229-3, lire en ligne)
- (en) Bussmann, Hadumod (dir.), Dictionary of Language and Linguistics [« Dictionnaire de la langue et de la linguistique »], Londres – New York, Routledge, 1998 (ISBN 0-203-98005-0, lire en ligne [PDF])
- (ro) Constantinescu-Dobridor, Gheorghe, Dicționar de termeni lingvistici [« Dictionnaire de termes linguistiques »] (DTL), Bucarest, Teora, 1998 (sur Dexonline.ro)
- (en) Crystal, David, A Dictionary of Linguistics and Phonetics [« Dictionnaire de linguistique et de phonétique »], Blackwell Publishing, 2008, 4e éd. (ISBN 978-1-4051-5296-9, lire en ligne [PDF])
- Delatour, Yvonne et al., Nouvelle grammaire du français, Paris, Hachette, 2004 (ISBN 2-01-155271-0, lire en ligne)
- Dubois, Jean et al., Dictionnaire de linguistique, Paris, Larousse-Bordas/VUEF, 2002
- Grevisse, Maurice et Goosse, André, Le bon usage, Bruxelles, De Boeck Université, 2007, 14e éd. (ISBN 978-2-8011-1404-9)
- (en) Nordquist, Richard, « What Is a Grammatical Error? » [« Qu’est-ce qu’une erreur de grammaire ? »], sur Thought.Co, 5 février 2020 (consulté le 24 mai 2020)
- (hu) Zaicz, Gábor (dir.), Etimológiai szótár. Magyar szavak és toldalékok eredete [« Dictionnaire étymologique. Origine des mots et affixes hongrois »], Budapest, Tinta, 2006 (ISBN 963-7094-01-6, lire en ligne)